# نيجل دى برولير
نيجل دى برولير (بالإنجليزية: Nigel De Brulier)‏ هو ممثل بريطاني، ولد في 8 يوليو 1877 ببرستل في المملكة المتحدة، وتوفي في 30 يناير 1948 بلوس أنجلوس في الولايات المتحدة.

## أعمال

### أفلام
- (1925) بن هور
- (1934) يعيش فيلا
- (1936) سان فرانسيسكو
- (1939) كلب آل باسكرفيل

## وصلات خارجية
- نيجل دى برولير على موقع IMDb (الإنجليزية)
- نيجل دى برولير على موقع ألو سيني (الفرنسية)
- نيجل دى برولير على موقع أول موفي (الإنجليزية)
- نيجل دى برولير على موقع قاعدة بيانات الأفلام السويدية (السويدية)
- نيجل دى برولير على موقع قاعدة بيانات الفيلم (الإنجليزية)
- نيجل دى برولير على موقع كينوبويسك (الروسية)